# Consumo privado

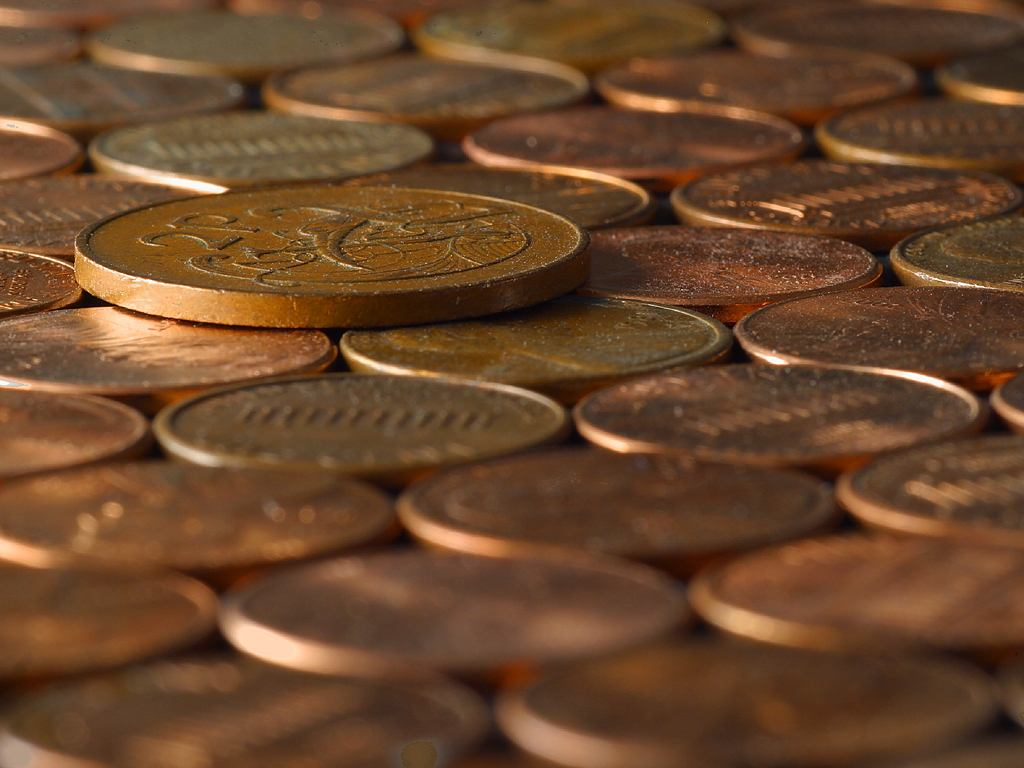
Dinero.

En macroeconomía, se denomina consumo privado al gasto realizado por las unidades familiares, las empresas privadas y las instituciones privadas sin ánimo de lucro residentes en un país. En el cálculo se excluyen las compras de tierra y edificios para viviendas, que se contemplan como una forma de inversión (en bienes inmuebles).
El registro de este indicador se da al momento de realizar la compra y no se refiere al consumo (uso) que se realiza con el objeto en cuestión.
Además del consumo privado está el consumo público, que es el que realizan las administraciones públicas. El porcentaje de uno sobre el otro ofrece un fiel reflejo del tipo de economía del país, que puede ser más liberal si lo que impera es el consumo privado, o más intervencionista (socialista o comunista) cuando el gasto público tiene mayor peso sobre el global de la economía. 